# Siladice
Siladice is een Slowaakse gemeente in de regio Trnava, en maakt deel uit van het district Hlohovec.
Siladice telt 682 inwoners.